# Цекиновка
Цеки́новка (укр. Цекинівка) — село на Украине, находится в Ямпольском районе Винницкой области.
Код КОАТУУ — 0525687701. Население по переписи 2001 года составляет 1970 человек. Почтовый индекс — 24545. Телефонный код — 4336. Занимает площадь 4,63 км².

## История
Впервые упоминается 1 июня 1512 г. в письме молдавского господаря Богдана III польскому королю Сигизмунду I Старому. Прежнее название (до 1 июля 1682 г.) — Церекуновка.

### В Российской империи
В 1794 году после присоединения Подолья к Российской империи началось формирование новых территориально-административных единиц.
В 1795 году Подолье вошло в Брацлавское наместничество.
В 1796 году Ямпольский уезд переведён в Подольскую губернию, а уездные власти были переведены в городок Цекиновку. Однако после того как очередное наводнение затопило этот городок, уездные власти снова перевели в Ямполь.
Цекиновка являлась уездным городом с 1798 по 1804 год.
В 1804 году уездный центр был перенесён в Ямполь. В разные времена в Цекиновке проживало большое количество евреев. В 1765 году их проживало 187 человек, а больше всего их было в 1897 году — 275 человек.

### В Советском Союзе
C 30 декабря 1922 года в составе Украинской Советской Социалистической Республики Союза Советских Социалистических Республик.
До 1923 года входило в состав Ямпольского уезда Подольской губернии, с 1923 года входит в состав Ямпольского района.

## География
Село расположено на границе с Молдавией. Есть межгосударственный пункт пропуска «Цекиновка — Сорока (Сороки)» — паромная переправа Могилев-Подольського пограничного отряда. Также имеется автобусное сообщение с пгт Вапнярка.

## Религия
В селе действует Свято-Параскевинский храм Православная церковь Украины.

## Адрес местного совета
24545, Винницкая область, Ямпольский р-н, с. Цекиновка, ул. Ленина, 69

## Известные уроженцы
- Булат, Владимир Андреевич — Герой Советского Союза.